# Pleocoma hovorei
Pleocoma hovorei är en skalbaggsart som beskrevs av La Rue 2007. Pleocoma hovorei ingår i släktet Pleocoma och familjen Pleocomidae. Inga underarter finns listade i Catalogue of Life.